# Yono
『Yono』（ヨノ、原題：Yono and the Celestial Elephants）は、スウェーデンのインディーゲームスタジオNeckboltが開発したアクションアドベンチャーゲーム。SteamとNintendo Switch向けに配信されている。

## 概要
天から地上に降り立った幼いエレファント（象）の「ヨノ」を主人公とするゲームソフト。クォータービュー（斜め見下ろし視点）で描かれた3D空間のフィールドで様々な謎解きを行いながら冒険を進め、人間をはじめとする各種族が抱えている問題を解決していく。
本作は、任天堂が発売しているゲームソフト『ゼルダの伝説』シリーズのシステムに似ていると評されることがある。開発者のニクラス・ハリン（Niklas Hallin）は本作について2004年発売のソフト『ゼルダの伝説 ふしぎのぼうし』から影響を受けたと語っており、開発ブログでは同作を模した2Dフィールド仕様の試作動画を公開している。またこれとは別に、ハリンの物語作りに影響を与えた作品として、アジア風のファンタジー世界を舞台としたアメリカのテレビアニメ『アバター 伝説の少年アン』を挙げている。

## システム
後述の地域を除くフィールド上の多くには様々な仕掛けがあり、これらの謎を解くことで先へ進む道が開ける。また主要なダンジョンが3つあり、その最奥にはボスキャラクターがいる。
ヨノは以下のアクションを行うことができる。
- 頭突き - フィールド上の岩を破壊したり敵を攻撃したりする。
- 物を押す - 箱などの物を押して動かす。
- かつぐ - フィールド上のアイテムなどを背中に乗せて運ぶ。
- 鼻による吸引→噴射（以下のものは特定のフィールドに設置された桶の中に入っている）
  - 水 - 水車を回したり火を消したりする。
  - 落花生 - 離れた場所にあるものに当てる。
  - 唐辛子 - 火を噴射して燭台に点火したり氷を溶かしたりする。
  - 何も吸引していない場合 - 息を噴射して地面にある物を飛ばしたり風車を回したりする。

## 地域
物語の舞台となる「ナイチンゲール王国」には以下の4つの主要な地域がある。これらは地下鉄でつながっており、物語の進行度合に応じて路線が順次開通する。
ウィンドヒル (Windhill)
風車のついた建物が立ち並ぶ海沿いの丘の町。
ナイチンゲールシティ (Knightingale City)
女王シンサリャの城がある王国最大の都市。一角にはエレファントを祀る「エレファント寺院」がある。
サンダーガーデン (The Sundergarden)
不老不死の種族・ボーンワイツたちが暮らす墓場。カタコンベ（地下の墓所）で異変が起きて以降、新たなボーンワイツが生まれ出ない状態が続いている。
フリーヘイブン (Freehaven)
ロボットの種族・メカニたちが暮らす町。人間たちによる不当な扱いから解放されるための手段として、ナイチンゲールシティと戦争をするべきか否かの投票が行われている。

## 主な登場キャラクター・種族
ヨノ (Yono)
天から地球へやってきたエレファント。地球の住人たちが抱える様々な問題を解決するべく各地を奔走する。
ナイチンゲール王国において、エレファントは世界に調和をもたらす神聖な存在とされ、各時代ごとに伝承が残されている。ヨノは、先代の「ナガ」が地球を去ってから千年後に現れた歴代7匹目のエレファントである。
スンダラ (Sundara)
地上に降り立ったヨノが初めて出会う少女。ナイチンゲール王国の姫だが、王室内での窮屈な生活に嫌気がさして城を飛び出し、見聞を広めるための旅を続けている。
カイ (Kai)
エレファント寺院に勤める少年。巡礼のために訪れていたウィンドヒルでヨノたちと出会い、旅に同行する。
女王シンサリャ (Queen Sintharya)
ナイチンゲール王国の女王。人間以外の種族に敵対心を抱いている。行方不明の娘スンダラの捜索をヨノに依頼する。
ボーンワイツ (Bonewights)
主にサンダーガーデンで暮らす不老不死の種族。物欲が一切なく、争いごとへの関心も薄い。
かつての戦争で戦った兵士たちの亡骸を見た6番目のエレファント・ナガが涙を零し、その雫が浸透した地中から蘇ったのがボーンワイツだとされる。
メカニ (Mekani)
主にフリーヘイブンで暮らすロボットの種族。高い技術力を持ち、人間に向けた機械製品の製造を基幹産業としている。
初期のプロトタイプは人間により作られたが、後にメカニ自身でメカニの設計を行い始めてから個体数が急激に増加し、町が形成されるまでになった。